# Aili Montonen
Aili Montonen (18 de octubre de 1916-15 de julio de 2008) fue una actriz, directora y profesora de teatro finlandesa.

## Biografía
Nacida en Kotka, Finlandia, Montonen se formó en la Academia de Teatro de Helsinki (Suomen Näyttämöopisto) en 1938-1940, y fue alumna de canto de Ester Naparstok, Telma Tuulos y Elli Tompuri.
Entre los años 1940 y 1960, actuó en teatros de Helsinki, Lohja, Kotka, Tampere, Turku, Pori, Hämeenlinna, Lahti y Joensuu. Además, en el año 1963 fue nombrada directora del teatro juvenil de Tapiola.
Aili Montonen falleció en Helsinki en el año 2008. Desde 1948 había estado casada con el actor y director Tommi Rinne.

## Filmografía (selección)
- 1953: Pekka Puupää, de Ville Salminen
- 1959: Ei ruumiita makuuhuoneeseen, de Aarne Tarkas
- 1960: Kaks' tavallista Lahtista, de Ville Salminen
- 1960: Opettajatar seikkailee, de Aarne Tarkas
- 1964: Harha-askel, de Erik Häkkinen
- 1970: Tilapää Wallin (TV), de Seppo Montonen
- 1978-1981: Rauhanranta 12 (serie TV), de Pertti Melasniemi